# Vĩnh Thuận Đông
Vĩnh Thuận Đông là một xã thuộc thành phố Cần Thơ, Việt Nam.

## Địa lý
Xã Vĩnh Thuận Đông có vị trí địa lý:
- Phía đông giáp các phường Long Bình, Long Mỹ và xã Vị Thủy
- Phía tây giáp xã Hỏa Lựu và xã Vĩnh Viễn
- Phía nam giáp xã Xà Phiên
- Phía bắc giáp phường Vị Thanh.

Xã Vĩnh Thuận Đông có diện tích 72,20 km², dân số năm 2024 là 39.808 người, mật độ dân số đạt 551 người/km².

## Lịch sử
Ngày 20 tháng 9 năm 1975, Bộ Chính trị ban hành Nghị quyết số 245-NQ/TW về việc hợp nhất tỉnh Cần Thơ (ngoại trừ huyện Thốt Nốt), tỉnh Sóc Trăng, tỉnh Trà Vinh, tỉnh Vĩnh Long thành một tỉnh, tên gọi tỉnh mới cùng với nơi đặt tỉnh lỵ sẽ do địa phương đề nghị lên.
Ngày 20 tháng 12 năm 1975, Bộ Chính trị ban hành Nghị quyết số 19/NQ về việc hợp nhất tỉnh Cần Thơ (bao gồm cả huyện Thốt Nốt của tỉnh Long Xuyên), tỉnh Sóc Trăng thành một tỉnh mới, tên gọi tỉnh mới cùng với nơi đặt tỉnh lỵ sẽ do địa phương đề nghị lên.
Ngày 24 tháng 2 năm 1976, Chính phủ Cách mạng lâm thời Cộng hòa miền Nam Việt Nam ban hành Nghị định số 3/NQ/1976 về việc hợp nhất tỉnh Cần Thơ, tỉnh Sóc Trăng và thành phố Cần Thơ thành một tỉnh mới, lấy tên là tỉnh Hậu Giang.
Ngày 21 tháng 4 năm 1979, Hội đồng Chính phủ ban hành Quyết định số 174-CP về việc chia xã Vĩnh Thuận Đông thuộc huyện Long Mỹ thành xã Vĩnh Thuận Đông và xã Vĩnh Thuận Tây.
Ngày 15 tháng 9 năm 1981, Hội đồng Bộ trưởng ban hành Quyết định số 70-HĐBT về việc chia xã Vị Thuỷ thuộc huyện Long Mỹ thành 3 xã: Vị Lợi, Vị Thắng, Vị Thuỷ.
Ngày 26 tháng 10 năm 1981, Hội đồng Bộ trưởng ban hành Quyết định số 119-HĐBT về việc:
- Thành lập huyện Mỹ Thanh thuộc tỉnh Hậu Giang.
- Chuyển xã Vĩnh Thuận Tây và xã Vị Thủy thuộc huyện Long Mỹ về huyện Mỹ Thanh mới thành lập quản lý.
- Xã Vĩnh Thuận Đông thuộc huyện Long Mỹ.

Ngày 6 tháng 4 năm 1982, Hội đồng Bộ trưởng ban hành Quyết định số 64-HĐBT về việc:
- Đổi tên huyện Mỹ Thanh thành huyện Vị Thanh thuộc tỉnh Hậu Giang.
- Xã Vĩnh Thuận Tây và xã Vị Thủy thuộc huyện Vị Thanh.
- Xã Vĩnh Thuận Đông thuộc huyện Long Mỹ.

Ngày 26 tháng 12 năm 1991, Quốc hội ban hành Nghị quyết về việc chia tỉnh Hậu Giang thành tỉnh Cần Thơ và tỉnh Sóc Trăng.
Ngày 1 tháng 7 năm 1999, Chính phủ ban hành Nghị định số 45/1999/NĐ-CP về việc:
- Thành lập thị xã Vị Thanh thuộc tỉnh Cần Thơ.
- Thành lập huyện Vị Thủy thuộc tỉnh Cần Thơ trên cơ sở đổi tên huyện Vị Thanh.
- Chuyển xã Vĩnh Thuận Tây và xã Vị Thủy thuộc huyện Vị Thanh về huyện Vị Thủy mới thành lập quản lý.
- Xã Vĩnh Thuận Đông thuộc huyện Long Mỹ.

Ngày 26 tháng 11 năm 2003, Quốc hội ban hành Nghị quyết số 22/2003/QH11 về việc chia tỉnh Cần Thơ thành thành phố Cần Thơ trực thuộc trung ương và tỉnh Hậu Giang.
Ngày 15 tháng 5 năm 2015, Ủy ban Thường vụ Quốc hội ban hành Nghị quyết số 933/NQ-UBTVQH13 về việc:
- Thành lập thị xã Long Mỹ thuộc tỉnh Hậu Giang.
- Xã Vĩnh Thuận Đông thuộc huyện Long Mỹ.
- Xã Vĩnh Thuận Tây và xã Vị Thủy thuộc huyện Vị Thủy.

Tính đến ngày 31/12/2024:
- Xã Vĩnh Thuận Đông có 8 ấp: 1, 2, 3, 4, 5, 6, 7, 8.
- Xã Vĩnh Thuận Tây có 7 ấp: 1, 2, 3, 4, 5, 6, 7.
- Xã Vị Thủy có 7 ấp: 2, 3, 4, 5, 6, 7, 8.

Ngày 12 tháng 6 năm 2025, Quốc hội ban hành Nghị quyết số 202/2025/QH15 về việc sắp xếp đơn vị hành chính cấp tỉnh (nghị quyết có hiệu lực từ ngày 12 tháng 6 năm 2025). Theo đó, sáp nhập tỉnh Hậu Giang và tỉnh Sóc Trăng vào thành phố Cần Thơ.
Ngày 16 tháng 6 năm 2025:
- Quốc hội ban hành Nghị quyết số 203/2025/QH15[15] về việc Sửa đổi, bổ sung một số điều của Hiến pháp nước Cộng hòa xã hội chủ nghĩa Việt Nam. Theo đó, kết thúc hoạt động của đơn vị hành chính cấp huyện trong cả nước từ ngày 1 tháng 7 năm 2025.
- Ủy ban Thường vụ Quốc hội ban hành Nghị quyết số 1668/NQ-UBTVQH15[16] về việc sắp xếp các đơn vị hành chính cấp xã của thành phố Cần Thơ năm 2025 (nghị quyết có hiệu lực từ ngày 16 tháng 6 năm 2025). Theo đó, sáp nhập toàn bộ 18,37 km² diện tích tự nhiên, quy mô dân số là 11.469 người của xã Vị Thủy và toàn bộ 22,98 km² diện tích tự nhiên, quy mô dân số là 11.551 người của xã Vĩnh Thuận Tây thuộc huyện Vị Thủy vào trên cơ sở sáp nhập toàn bộ 30,85 km² diện tích tự nhiên, quy mô dân số là 16.788 người của xã Vĩnh Thuận Đông thuộc huyện Long Mỹ, tỉnh Hậu Giang.

Xã Vĩnh Thuận Đông có 72,20 km² diện tích tự nhiên và quy mô dân số là 39.808 người.